# 大韓民国における核武装論
大韓民国における核武装論（だいかんみんこくにおけるかくぶそうろん）は、大韓民国の政治において、核兵器を保有するべきだとする主張のことをいう。日本における核武装の主張とは対照的に、大韓民国では、核武装の主張が大きな支持を集めているとされている。

## 背景
大韓民国が核武装を主張する背景には、朝鮮民主主義人民共和国（北朝鮮）の核戦力に対する恐怖があるとされている。
国、地方を問わず、核武装の推進を掲げる政治家もおり、世論調査における核武装に対する支持率は60~70%となっている。但し、大韓民国は1975年に核拡散防止条約（NPT）を締結しているため、北朝鮮やイランのように同条約から脱退しない限り、核武装は国際法に違反することになる。

## 反応

### 日本
2016年に日本人を対象に「大韓民国の核武装への賛否」を問うている調査では、賛成が2%、反対が82%であった。

## これまでの構想
冷戦期には、在大韓民国アメリカ合衆国軍の基地に核兵器が配備されていた。
大韓民国は、1970年代、秘密裏に核兵器の開発を試みたが、アメリカ合衆国はこれを把握し、核兵器の開発に対して「核開発を続けるか、それともアメリカの既存の核兵器の全てを用いて韓国を防衛するか」の選択を迫り、圧力をかけた。1975年には核拡散防止条約（NPT）締結国となり、大韓民国は核武装を放棄することを国際社会に誓約した。